# Promoresia elegans
Promoresia elegans är en skalbaggsart som först beskrevs av Leconte 1852.  Promoresia elegans ingår i släktet Promoresia och familjen bäckbaggar. Inga underarter finns listade i Catalogue of Life.